# Звёздный путь: Поколения
«Звёздный путь: Поколения» (англ. Star Trek: Generations) — седьмой полнометражный научно-фантастический фильм, действие которого происходит во вселенной Звёздного пути. Поколения — своеобразный мост между двумя сериалами: «Оригинальный сериал» и «Следующее поколение», в котором старые герои встречаются с новыми. Слоган фильма: Два капитана, одна судьба. Помимо Уильяма Шетнера в роли капитана Кирка в фильме появляется Патрик Стюарт в роли капитана Пикара, а также Малкольм Макдауэлл и Вупи Голдберг.

## Сюжет
2293 год. В свой первый, праздничный, полёт уходит новый звездолёт «Энтерпрайз-B». На торжество приглашены и члены экипажа старого «Энтерпрайза» — Джеймс Кирк, Монтгомери Скотт и Павел Чехов. Во время полёта экипаж принимает сигнал бедствия двух Эль-Аурийских кораблей, попавших под удар неизвестного потока энергии, так называемой «ленты», и спешит им на помощь. Удаётся спасти сорок семь членов экипажа, остальные гибнут вместе с кораблями. А в момент попадания «ленты» в «Энтерпрайз» погибает и Кирк.
2371 год, прошло 78 лет после Эль-Аурийского инцидента. Команда звездолёта «Энтерпрайз-D» под командованием капитана Жан-Люка Пикара получает приказ расследовать нападение на обсерваторию «Амаргоса» (англ. Amargosa). Прибыв на станцию, экипаж узнаёт, что её работник, доктор Толиан Соран, в тайне создаёт оружие, способное уничтожать целые звёздные системы. Кроме того, выясняется, что Соран — один из выживших в злополучном Эль-Аурийском инциденте. Соран потратил много лет, чтобы узнать, как попасть внутрь той самой смертоносной ленты. Эта пространственная аномалия переносит попавших под её действие в иное измерение — Нексус, в котором время не имеет той силы, с которой воздействует на всех живущих в этой Вселенной, люди в Нексусе могут быть абсолютно счастливы и имеют возможность увидеть, как сбываются все их сокровенные фантазии. Но чтобы попасть внутрь ленты, доктору придётся скорректировать её маршрут, взорвав несколько звёзд и уничтожив при этом 250 000 000 жизней.
Пикар пытается остановить злодея и отправляется за ним на планету Веридиан 3. Соран выполняет свой план, несмотря на усилия Пикара. Звезда, вокруг которой вращается Веридиан 3, взрывается, унося внутрь ленты и Сорана, и Пикара. Там Жан-Люк встречает капитана Кирка, и они вместе возвращаются в прошлое, чтобы остановить Сорана. Во время противостояния Соран был побеждён, но капитан Кирк погибает. Звездолёт Энтерпрайз-D, после нападения клингонов, совершает аварийную посадку на планету, после которой восстановлению не подлежит.
Время действия фильма — 2293 и 2371 года.

## В ролях
| Актёр              | Роль                                                                      |
| ------------------ | ------------------------------------------------------------------------- |
| Патрик Стюарт      | капитан Жан-Люк Пикар                                                     |
| Джонатан Фрейкс    | капитан 3-го ранга Уильям Томас Райкер (первый помощник)                  |
| Брент Спайнер      | капитан-лейтенант Дэйта (второй помощник)                                 |
| Марина Сиртис      | капитан 3-го ранга Диана Трой (советник)                                  |
| Майкл Дорн         | капитан-лейтенант Ворф (глава тактической службы)                         |
| Гейтс Макфадден    | капитан 3-го ранга Беверли Черил Ховард Крашер (глава медицинской службы) |
| Левар Бертон       | капитан-лейтенант Джорди Ла Форж (главный инженер)                        |
| Уильям Шетнер      | капитан Джеймс Тиберий Кирк                                               |
| Малкольм Макдауэлл | доктор Толиан Соран                                                       |
| Вупи Голдберг      | Гайнан                                                                    |
| Барбара Марч       | Лурза                                                                     |
| Джеймс Духан       | капитан главной службы Монтгомери «Скотти» Скотт                          |
| Уолтер Кёниг       | коммандер Павел Чехов                                                     |
| Алан Рак           | капитан Харриман                                                          |

## Создание фильма
Вышедший в 1987 году сериал «Следующее поколение» транслировался на экранах на протяжении 7 сезонов и завершился в 1994 году. Но ещё за долго до его окончания руководство компании Paramount Pictures приняло решение о съёмках очередного полнометражного фильма, но на этот раз — с героями нового сериала. Одновременно с этим компания не спешила распрощаться и со старыми героями, последний фильм с участием которых, «Неоткрытая страна», принёс неплохую[какую?] прибыль.
Перед Риком Берманом, продюсером «Нового поколения» и его сценаристами, Рональдом Муром и Брэнноном Брагой, стояла задача объединить в одном фильме персонажей сериалов «Оригинальный сериал» и «Следующее поколение».
Первоначально планировалось задействовать в картине всех героев «Оригинального сериала», но для сокращения сценария (а также из-за отказа некоторых актёров) были оставлены только трое: Кирк, Скотти и Чехов. Экипаж звездолёта «Энтерпрайз NCC-1701-D» был задействован в съёмках в полном составе. В роли сумасшедшего злодея доктора Толиана Сорана снялся Малкольм Макдауэлл.
Режиссёром картины первоначально планировалось сделать Леонарда Нимоя, но из-за возникших с ним разногласий этот пост был отдан Дэвиду Карсону, режиссёру нескольких серий в сериале «Следующее поколение».
Сцена уничтожения «хищной птицы» клингонов (1:10:25) в фильме та же, что и в предыдущем фильме «Неоткрытая страна» (1:41:30) — создатели фильма сэкономили на создании спецэффектов.

## Номинации
| Премии         | Категория                          | Номинант(ы)                                                                                                  | Результат |
| -------------- | ---------------------------------- | --- | --------- |
| Сатурн         | Лучший научно-фантастический фильм | Рик Берман                                                                                                   | Номинация |
| Сатурн         | Лучшая актриса второго плана       | Вупи Голдберг                                                                                                | Номинация |
| Золотая малина | Худшая мужская роль второго плана  | Уильям Шетнер                                                                                                | Номинация |
| Хьюго          | Лучшая постановка                  | Дэвид Карсон (режиссёр), Рональд Д. Мур (сюжет/сценарий), Брэннон Брага (сюжет/сценарий), Рик Берман (сюжет) | Номинация |

## Компьютерная игра
В 1997 году, по сюжету фильма, компания MicroProse разработала и выпустила одноимённую компьютерную игру.